# Тополичени (Њамц)
Тополичени (рум. Topoliceni) насеље је у Румунији у округу Њамц у општини Појана Тејулуј. Oпштина се налази на надморској висини од 510 m.

## Становништво
Према подацима из 2002. године у насељу је живело 358 становника, од којих су сви румунске националности.